# Landkreis Cuxhaven
Landkreis Cuxhaven er arealmæssigt en af de største Landkreise  i den tyske delstat Niedersachsen.

## Geografi
Landkreisen ligger i området mellem floderne  Elben og Wesers udmunding i Nordsøen. Ved Wesers udmunding mod vest,  rager den  kreisfri havneby Bremerhaven (Hansestadt Bremen) ind i kreisområdet. Kystlinken løber mod nord til Cuxhaven, og her kommer Elben fra øst og danner den nordlige afgrænsning.  Mod øst ligger Landkreis Stade , mod sydøst Landkreis Rotenburg (Wümme) og mod syd Landkreis Osterholz. Vest for Weser ligger  Landkreis Wesermarsch.

## Byer og kommuner
Kreisen havde 177089  indbyggere pr.  2018-12-31

| Byer | Samtgemeinden med tilhørende kommuner | Samtgemeinden med tilhørende kommuner | Samtgemeinden med tilhørende kommuner |
| --- | --- | --- | ------------------------------------- |
| 1. Beverstedt (13554) 2. Cuxhaven, Kreisstadt, große selbständige Stadt (48371) 3. Geestland, [adm: Langen] (30866) 4. Hagen im Bremischen (11071) 5. Loxstedt (16214) 6. Schiffdorf (14274) 7. Wurster Nordseeküste [adm: Dorum] (17069) | - 1. Samtgemeinde Börde Lamstedt (6045) 1. Armstorf (658) 2. Hollnseth (860) 3. Lamstedt * (3360) 4. Mittelstenahe (616) 5. Stinstedt (551) - 2. Samtgemeinde Hemmoor (13919) 1. Hechthausen (3425) 2. Hemmoor, Stadt * (8673) 3. Osten (1821) | - 3. Samtgemeinde Land Hadeln (26830) 1. Belum (822) 2. Bülkau (852) 3. Cadenberge (4244) 4. Ihlienworth (1539) 5. Neuenkirchen (1334) 6. Neuhaus (Oste), Flecken (1110) 7. Nordleda (1041) 8. Oberndorf (1344) 9. Odisheim (487) 10. Osterbruch (483) 11. Otterndorf, Stadt * (7238) 12. Steinau (829) 13. Wanna (2187) 14. Wingst (3320) * Administrationsby; |                                       |

## Eksterne kilder og henvisninger
1. ↑   Bayerisches Landesamt für Statistik – Tabelle 12411-001: Fortschreibung des Bevölkerungsstandes: Bevölkerung: Gemeinden, Stichtage (letzten 6) vom 10. Juli 2019 (Einwohnerzahlen auf Grundlage des Zensus 2011) (Hilfe dazu).

- Wikimedia Commons har flere filer relateret til Landkreis Cuxhaven
- Website des Landkreises Cuxhaven

53°40′N 8°50′Ø / 53.67°N 8.83°Ø